# Lorne Welch
Patrick Palles Lorne Elphinstone Welch, (12 août 1916 - 15 mai 1998), connu sous le nom de Lorne Welch, est un ingénieur britannique, pilote et prisonnier de guerre de Colditz.

## Biographie
Il fait ses études à la Stowe School (en) et devient ingénieur, puis observateur en vol d'essai de moteur au Royal Aircraft Establishment, Farnborough. Il apprend également à piloter des planeurs au London Gliding Club (en). Il se lance dans le pilotage motorisé et devient instructeur en 1939. Il passe aux avions multimoteurs et forme des pilotes sur les bombardiers Wellington. Afin d'améliorer le moral, des raids « Thousand Bomber » sont organisés en utilisant tous les pilotes disponibles, notamment les instructeurs, mais Welch est abattu lors de son quatrième raid. Il se rend à la gare d'Amsterdam lorsque les Allemands commencent à tirer sur des civils.
Il est envoyé au Stalag Luft III où il participe à la " Grande évasion " en construisant la pompe de ventilation et les liaisons fixes du tunnel par lequel 76 prisonniers se sont échappés. Plus tard, Welch s'échappe également avec Walter Morison (en) lors de la tentative de Delousing break (en), prévoyant de voler un avion allemand tout en portant de faux uniformes allemands. Après deux tentatives, ils sont capturés à nouveau et envoyés à Colditz. Le Planeur de Colditz était déjà en construction et Welch effectue des calculs de contrainte vitaux. Bien que le planeur d'origine n'ait jamais volé, une réplique a volé avec succès en février 2000. (Tentatives d'évasion de l'Oflag IV-C (en))
Pendant son séjour à Colditz, il participe à un concours, parraine par le Royal Ocean Racing Club, pour les prisonniers de guerre, pour concevoir un yacht offshore de 32 à 35 pieds de longueur de flottaison. Par l'intermédiaire de la Croix-Rouge, il soumet des dessins et des calculs détaillés et remporte le premier prix de 50 £.
Il est libéré en 1945. Il retourne à Farnborough pour travailler sur des moteurs de fusée avant de devenir instructeur en chef du Surrey Gliding Club (en)  à Redhill, pilote d'essai de nouveaux avions pour la British Gliding Association (en) et pilote d'équipe britannique dans quatre championnats du monde de vol à voile.
Après la guerre, il devient le premier pilote à faire voler un planeur à deux reprises à travers la Manche : d'abord de Redhill à Bruxelles dans un DFS 108 Weihe, puis dans un planeur biplace avec Frank Irving (en) .
Il épouse Ann Douglas (en), également pilote et marin, en 1953. Il passe sa retraite à naviguer et à travailler sur son bateau. 
Lorne Welch est décédé le 15 mai 1998. Il laisse dans le deuil sa femme et leur fille.